# Deão de Westminster

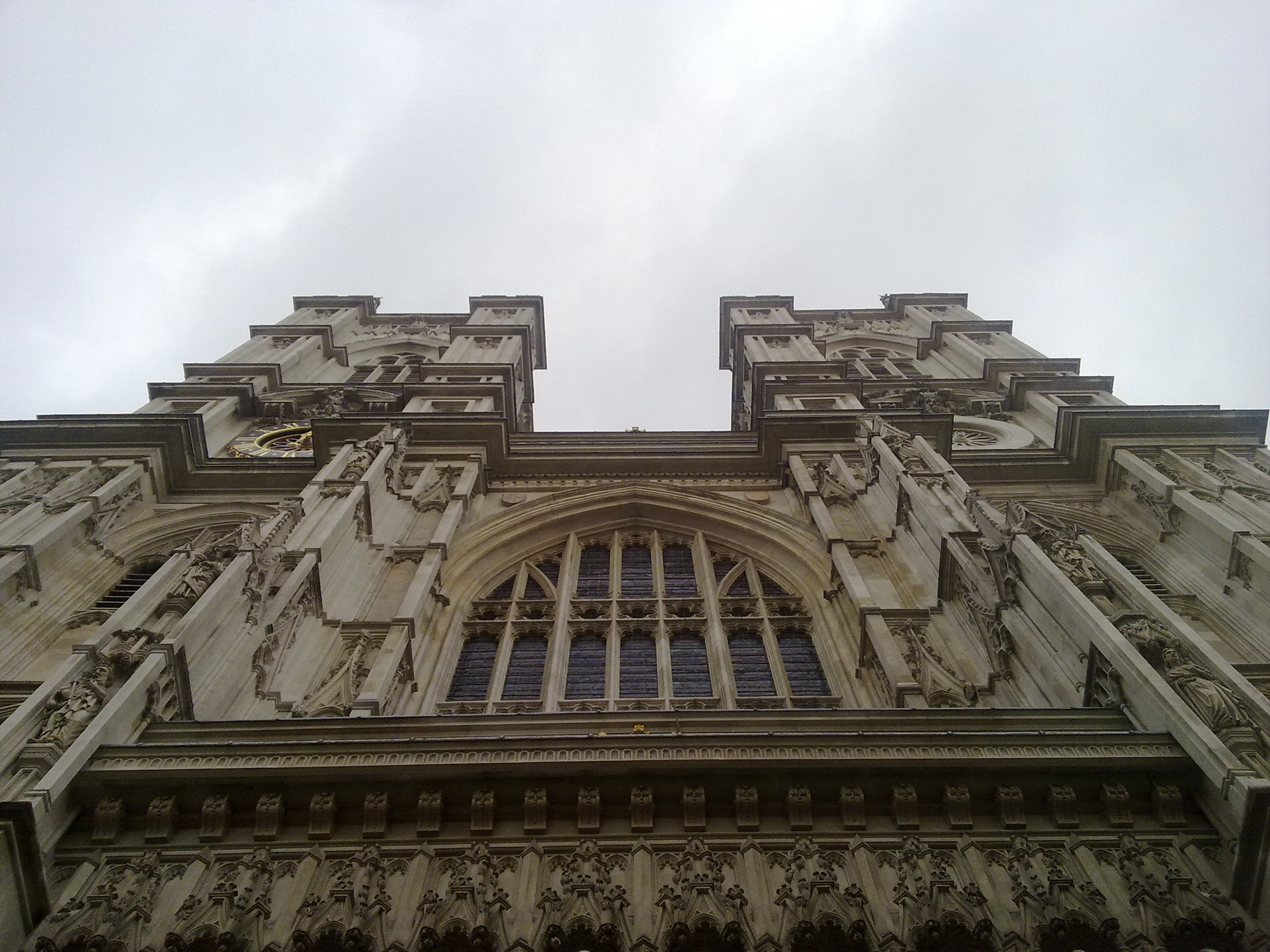
Fachada oeste da Abadia de Westminster.

O Deão de Westminster é o chefe do capítulo na Abadia de Westminster. Devido ao status de Royal Peculiar da Abadia, o deão responde diretamente à rainha (nem ao bispo de Londres, como ordinário, nem ao arcebispo da Cantuária, como metropolitano). Inicialmente, a função sucedeu à de abade de Westminster, tendo constituído um bispado entre 1540 e 1550. O atual deão é o Reverendíssimo John Hall.